# Залуже-Імбжикі
Залуже-Імбжикі (пол. Załuże-Imbrzyki) — село в Польщі, у гміні Опіноґура-Ґурна Цехановського повіту Мазовецького воєводства.
Населення — 78 осіб (2011).
У 1975-1998 роках село належало до Цехановського воєводства.

## Демографія
Демографічна структура станом на 31 березня 2011 року:
|          | Загалом | Допрацездатний вік | Працездатний вік | Постпрацездатний вік |
| -------- | ------- | ------------------ | ---------------- | -------------------- |
| Чоловіки | 41      | 7                  | 27               | 7                    |
| Жінки    | 37      | 9                  | 21               | 7                    |
| Разом    | 78      | 16                 | 48               | 14                   |